# Miquel Carreras i Costajussà
Miquel Carreras i Costajussà (Sabadell, 5 de febrer de 1905 - Térmens de Segre, 11 d'agost de 1938), advocat, historiador, arxiver i filòsof sabadellenc. Figura clau en la història de l'arxivística a Sabadell i autor de l'obra Elements d'història de Sabadell (1932). Segons Andreu Castells: «Miquel Carreras va ser la personalitat més rellevant de la intelligentsia sabadellenca del seu temps, l'única que la representà al front i l'única que hi va morir». Segons Pompeu Casanovas, Carreras fou "el filòsof i historiador sabadellenc més important de la primera meitat del segle XX". L'amistat amb Armand Obiols i els articles que publicà al Diari de Sabadell el relacionen amb la Colla de Sabadell. Va participar amb un dibuix a L'any que ve.

## Els primers anys
Miquel Carreras i Costajussà neix al carrer del Sol, 154 de Sabadell el 5 de febrer de 1905. Fill primogènit de Lluís Carreras Puig i Ramona Costajussà Gibert, els quals tindran dos fills més, Josep i Francesc. Quan té 3 any, la família va a viure al carrer de Sant Honorat, 3 de Sabadell. L'any 1917, amb només dotze anys, publica al diari local La Gazeta del Vallès l'article titulat “Amèrica i Àfrica”. L'any següent guanya el premi d'Honor del Concurs d'Història de Catalunya, organitzat per l'Associació Protectora de l'Ensenyança Catalana a Tarragona. A partir d'aquest moment inicia la seva tasca de col·laboració amb diversos diaris locals.

## Els anys de formació
Després d'haver-se format a les Escoles Pies de Sabadell, l'any 1922 inicia els estudis de Dret i Filosofia i Lletres a la Universitat de Barcelona. En acabar un primer any brillant, i com a conseqüència d'un enfrontament públic amb un professor de la universitat, se separa voluntàriament de les aules i segueix els estudis com a alumne lliure a la Facultat de Dret. Entre 1924 i 1926 cursa els estudis de Filosofia i entre 1926 i 1928 els de Lletres. Participa ocasionalment en les activitats de la Colla de Sabadell, durant la dictadura de Primo de Rivera. Ja llicenciat, l'any 1929 Miquel Carreras marxa a Madrid per doctorar-se en Dret i Filosofia. Supera les proves, però no arribarà a presentar mai les memòries obligatòries per obtenir el títol de doctor.

## Miquel Carreras, arxiver
La tasca que Miquel Carreras farà com a arxiver a Sabadell esdevindrà, sense cap mena de dubte, crucial en l'organització dels fons que actualment configuren l'Arxiu Històric de Sabadell. Com diu Jordi Torruella, “amb ell (···) l'arxiu passarà de ser unes golfes impenetrables a ser un lloc viu”.
El 13 de juliol de 1928 Miquel Carreras és nomenat arxiver interí de l'Ajuntament de Sabadell per designació directa de l'alcalde Esteve Maria Relat. El mes de gener de l'any següent li és assignat un auxiliar, Zenó Masagué i Corominas, amb l'ajuda del qual organitzarà l'arxiu, ubicat a les golfes de l'edifici de l'Ajuntament. No serà fins a l'11 de juliol de 1932 que Miquel Carreras prendrà possessió efectiva del seu càrrec. Continuador de la tasca d'organització iniciada per Gabriel Clausellas, d'aquesta època es conserva una acurada descripció de l'estat d'organització de l'arxiu de Sabadell publicada al Report estadístic editat per l'Ajuntament de Sabadell, el qual demostra l'acurat i interessant treball realitzat per Carreras organitzant el patrimoni documental local. Es tracta del primer cop en què l'arxiu de Sabadell compta amb un quadre de classificació (o és el primer que es conserva), el qual especifiquem a continuació:

## Miquel Carreras, historiador
Entre les primeres obres destacades de Miquel Carreras cal parlar de Línies d'història ciutadana (1930) i Vida íntima de Sabadell (1930). Aquestes dues obres són els antecedents de la que, sense cap mena de dubte, serà la seva obra cabdal: Elements d'història de Sabadell (1932), llibre encarregat pel regidor de Cultura del moment, Salvador Sarrà i Serravinyals. Iniciat per encàrrec de la Comissió de Cultura de l'Ajuntament de Sabadell com un llibre de divulgació per als escolars de la ciutat, està estructurat d'una manera didàctica, primer fent una introducció històrica general per després concretar en la història específica de Sabadell.

## Miquel Carreras, filòsof
Per entendre el perfil de Miquel Carreras com a filòsof cal fer referència a l'obra publicada durant el seu últim any de vida, Conceptes i dites de Martí Rialp (1938), publicada sota el pseudònim de Miquel Costa. “L'obra està redactada en forma d'aforismes, ordenats per temes o lemes que segueixen un ordre alfabètic (conceptes) i s'escandeixen en un ritme discursiu o poètic de la paraula (dites)”.

## El final
Quan comença la Guerra Civil espanyola, Miquel Carreras és proposat com a delegat del Col·legi d'Advocats de Sabadell, juntament amb  Josep Maria Trabal (advocat, escriptor i dibuixant. Germà de l'escriptor Francesc Trabal). L'any 1938 es converteix en delegat del Ministeri Fiscal al Jutjat de Primera Instància de Sabadell. Aquell mateix any, Miquel Carreras és cridat a files. Morirà l'11 d'agost de 1938 a la població de Térmens de Segre, víctima de les bales del seu propi bàndol. La versió oficial (aquella que consta a la seva acta de defunció) és que va morir en intentar passar-se al bàndol enemic. Altres versions parlen que va ser executat després d'un judici sumaríssim celebrat a Ponts.
El 29 de desembre de 1955 Sabadell li dedicà un passatge al barri de la Serra d'en Camaró. Al barri de Ca n'Oriac hi ha una escola pública que duu el seu nom, inaugurada el curs 1959-1960.